# Hudson Bay-kompaniet

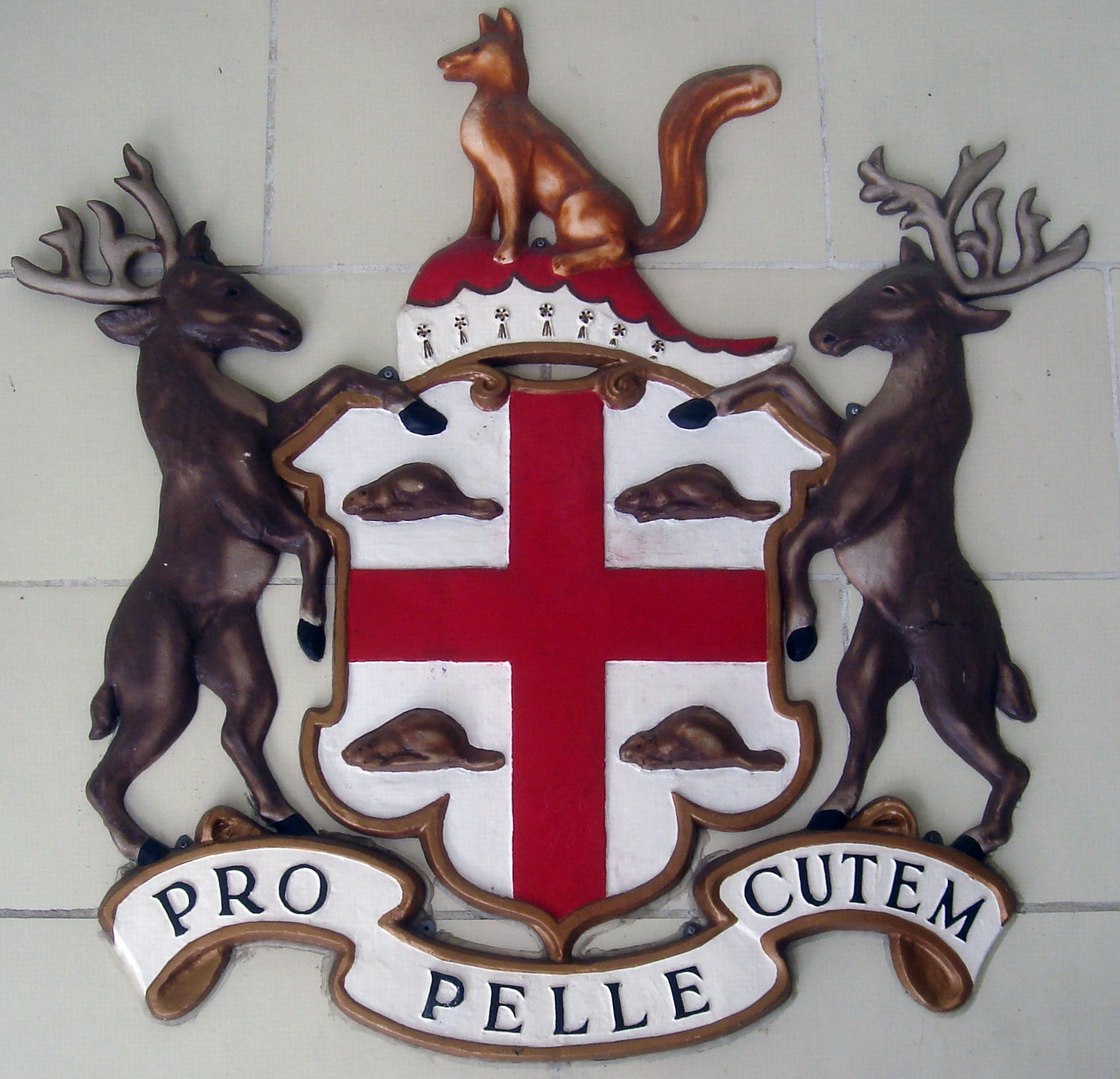
Hudson's Bay-kompaniets heraldiska vapen.

Hudson's Bay kompaniets flagga.

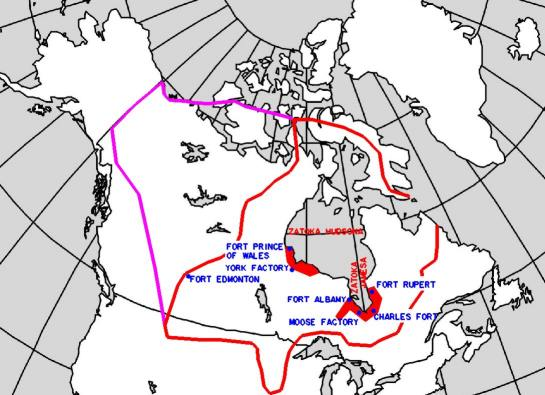
Hudson's Bay kompaniets territorium. Helrött = områden under direkt kontroll på 1600- och 1700-talen. Inom röd linje = Ruperts land (äganderätt till 1869). Inom violett linje = North-Western Territory (handelsprivilegier till 1859).

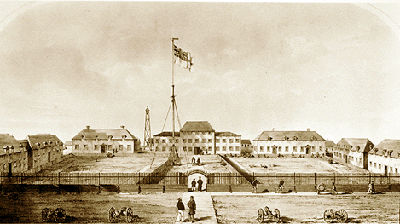
York Factory 1853.

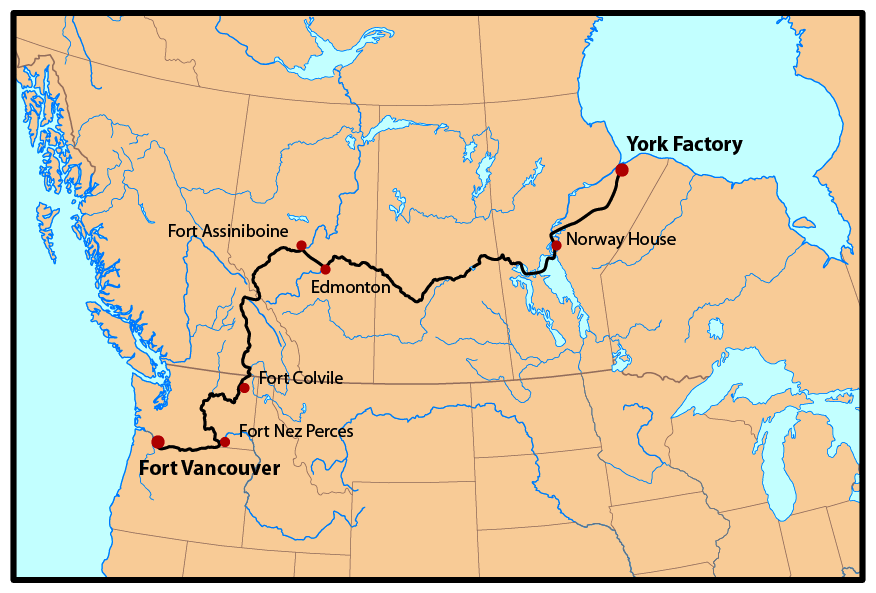
Förbindelseleden mellan York Factory vid Hudson Bay och Fort Vancouver vid Stilla Havet.

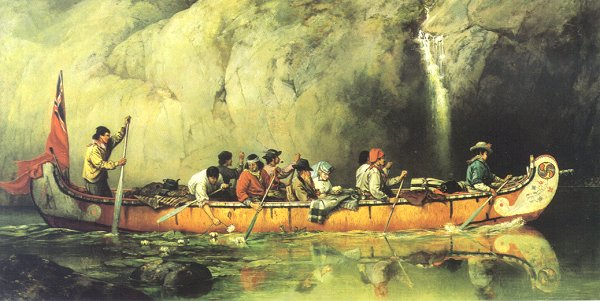
Hudson's Bay Company Canot de Maître 1869.

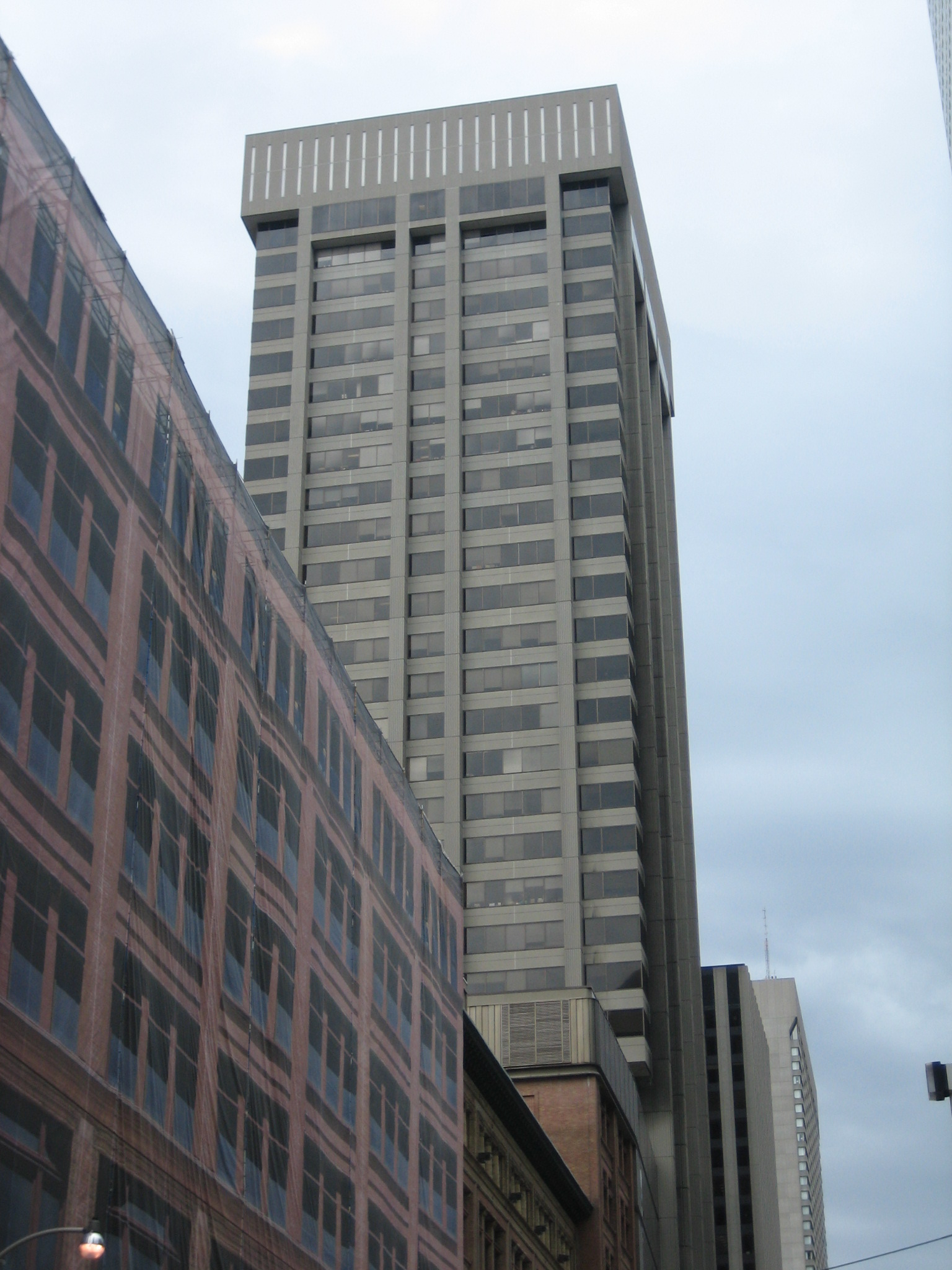
Simpson Tower, Hudson Bay-kompaniets huvudkontor i Toronto.

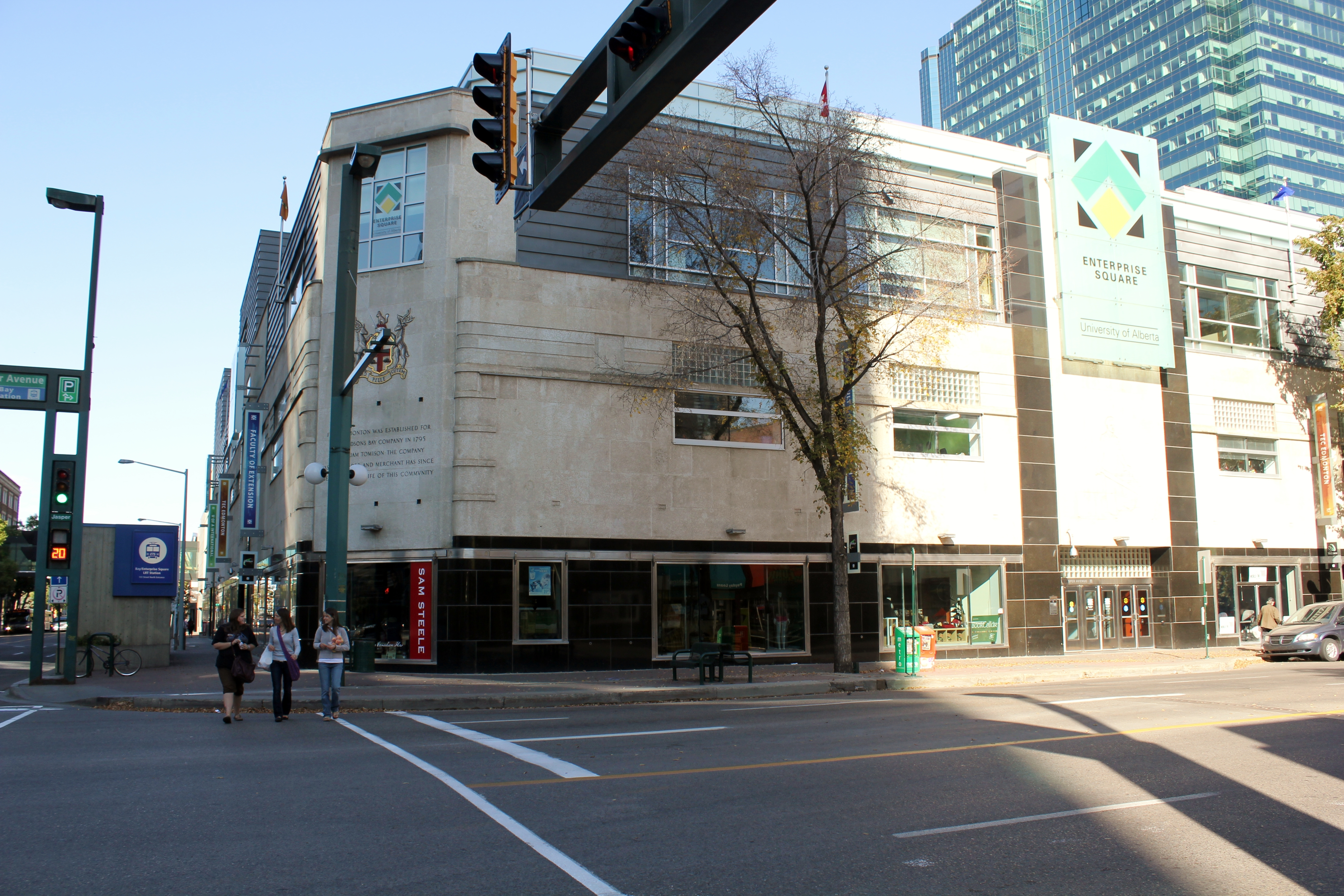
Modernt varuhus i Edmonton.

Hudson Bay-kompaniet (engelska: Hudson's Bay Company), är ett aktiebolag bildat av prins Rupert av Pfalz i England. Bolaget erhöll 2 maj 1670 av Karl II exklusivt privilegium att driva handel (huvudsakligen med pälsverk) i alla de länder, som omger Hudson Bay, samt att utöva hela den lagstiftande, dömande och verkställande makten där. Detta område kallades Ruperts land.

## Historia
De första handelsfaktorierna i landet anlades under 1670- och 1680-talen vid Jamesbukten (sydligaste delen av Hudson Bay) samt vid Churchillfloden och Hayesfloden. De flesta av dessa faktorier erövrades under Kung Vilhelms krig av franska styrkor och kontrollerades av franska handelsintressen 1686–1713. Bolaget hade dock en betydande vinst, som ökades avsevärt sedan Frankrike i freden i Utrecht (1713) definitivt avstått från alla länder runt Hudson Bay. Men sedan Frankrike 1763 avträtt Kanada till England, fick bolaget en svår konkurrent i Nordvästkompaniet vilket bildades 1783 i Montréal. Denna konkurrens ledde till att kompaniet 1774 började anlägga handelsstationer även i inlandet.
Ruperts land hade inga noggrant bestämda gränser, vilket snart ledde till blodiga konflikter mellan de båda tävlande bolagen, i synnerhet 1811–1818. Dessa konflikter ledde till att den brittiska regeringen tvingade fram ett samgående mellan de båda bolagen i mars 1821 under Hudson Bay-kompaniets namn. Det nya bolaget fick bekräftelse på sitt handelsmonopol gällande i 21 år i alla länder besatta av dem. 1838 kom Hudson-bay-kompaniet ensamt i besittning av detta monopol, som förlängdes i ytterligare 21 år. Efter den tidens utgång (1859) förnyades inte privilegiet, utan pälshandeln lämnades öppen för alla, med undantag av handel Ruperts land. Det väldiga området styrdes 1821-60 med kraft av bolagets guvernör, sir George Simpson, som aktivt uppmuntrade geografiska forskningsfärder, men i det längsta försökte hålla invandrare och jordbrukskolonister på avstånd. Genom ett fördrag avträdde Hudson-bay-kompaniet 1869 sina territoriella rättigheter och övriga privilegier till Kanada för 300 000 pund.
På 1900-talet förblev bolaget en av de största pälshandelsföretagen i världen, men övergick i allt större utsträckning till detaljhandel. På 1970-talet kompletterade de sin sedan länge etablerade affärskedja i norra Kanada med en omfattande varuhuskedja och en kedja med lågprisvaruhus i södra Kanada. Bolaget investerade också i petroleum och naturgasfyndigheter, köpte och sålde fastigheter och expandera även till finansiella tjänster. 1979 köptes bolaget av ett nytt ägarkonstortium som under 1980-talet avvecklade sin traditionella affärsverksamhet i norra Kanada och inom petroleumbranschen. 1991 avslutade bolaget också sitt engagemang inom pälshandeln. Hudson Bay-kompaniet är dock fortfarande i början på 2000-talet ett av de största företagen i Kanada och fortsätter att äga många varuhus i detta land. 2003 hade bolaget en omsättning på 7,4 miljarder kanadensiska dollar och hade närmare 70 000 anställda. Dess detaljhandelskedjor innefattar följande namn: The Bay, Zellers, Fields, och Home Outfitters.

## Organisation
Hudson Bay-kompaniet utvecklades till ett bolag med en centraliserad byråkrati. Den årliga bolagsstämman (General Court) valde en Governor (guvernör) och en Committee (styrelse) för att leda bolagets verksamhet. Det var de som organiserade pälsauktioner, beställde handelsvaror, anställde personalen och arrangerade sjöfrakten till och från Hudson Bay. De utnämnde en guvernör som fungerade som bolagets styresman i Hudson Bay-området. Varje handelsfaktori stod under ledning av en Chief Factor som vid sin sida hade ett råd. Guvernören och styrelsen i London fastställde det grundläggande handlingsprogrammet som skulle följas i Ruperts Land. Ändringar i programmet beslutades på grundval av de årsberättelser, dagböcker och räkenskapsböcker som årligen inlevererades till huvudkontoret i London från faktorierna vid Hudson Bay.
Sammanslagningen med North West Company framtvingade en förändring i bolagets kanadensiska organisation för att underlätta sammansmältningen av två mycket olika företagskulturer. Brittiska Nordamerika indelades i handelsdepartement, vilka i sin tur var indelade i handelsdistrikt. Distriktscheferna möttes årligen i rådsmöten under den nordamerikanske guvernören sir George Simpson. Vid dessa möten antogs reglementen för den lokala handeln, personalen fördelades mellan handelsstationerna och beslut fattades om vilka stationer som skulle öppnas eller stängas. Transportkvoter fastställdes också för de olika distrikten. Guvernören och styrelsen i London hade vetorätt mot rådens beslut.
Bolaget styrdes från England till 1931, då en kanadensisk styrelse gavs mandat att ensam leda verksamheten i Kanada. Denna styrelse var dock ansvarig inför guvernören och styrelsen i England.
Vid 300-årsjubileet 1970 gav drottning Elizabeth II bolaget en ny oktroj, vilken formellt upphävde de flesta stadganden i den ursprungliga oktrojen, och överförde bolaget från Storbritannien till Kanada. 
Ett nytt huvudkontor etablerades i Winnipeg. Med avvecklingen av de nordliga affärsintressena flyttades huvudkontoret till Toronto. Bolagets arkiv och historiska samlingar finns dock fortfarande i Winnipeg.

### Guvernörer
- Prins Rupert av Pfalz, hertig av Cumberland (1670–1682)
- Prins James, hertig av  York (1683–1685)
- John Churchill, 1:e hertig av Marlborough (1685–1692)
- Stephen Evans (1692–1696)
- William Trumbull (1696–1700)
- Stephen Evans (1700–1712)
- Bibye Lake, Sr. (1712–1743)
- Benjamin Pitt (1743–1746)
- Thomas Knapp (1746–1750)
- Atwell Lake (1750–1760)
- William Baker (1760–1770)
- Bibye Lake, Jr. (1770–1782)
- Samuel Wegg (1782–1799)
- James Winter Lake (1799–1807)
- William Mainwaring (1807–1812)
- Joseph Berens (1812–1822)
- John Henry Pelly (1822–1852)
- Andrew Wedderburn Colvile (1852–1856)
- John Shepherd (1856–1858)
- Henry Hulse Berens (1858–1863)
- Edmund Walker Head (1863–1868)
- John Wodehouse, 1:e earl av Kimberley (1868–1869)
- Stafford Henry Northcote (1869–1874)
- George Joachim Goschen (1874–1880)
- Eden Colvile (1880–1889)
- Donald Smith, 1:e baron Strathcona och Mount Royal (1889–1914)
- Thomas Skinner (1914–1915)
- Robert Molesworth Kindersley (1916–1925)
- Charles Vincent Sale (1925–1931)
- Patrick Ashley Cooper (1931–1952)
- William Keswick (1952–1965)
- Derick Heathcoat-Amory, 1:e viscount Amory (1965–1970)
- George T. Richardson (1970–1982)
- Donald S. McGiverin (1982–1994)
- David E. Mitchell (1994–1997)
- L. Yves Fortier (1997–2006)
- Jerry Zucker (2006–2008)
- Anna Zucker (2008)
- Richard Baker (2008–)

## Pälshandelseran

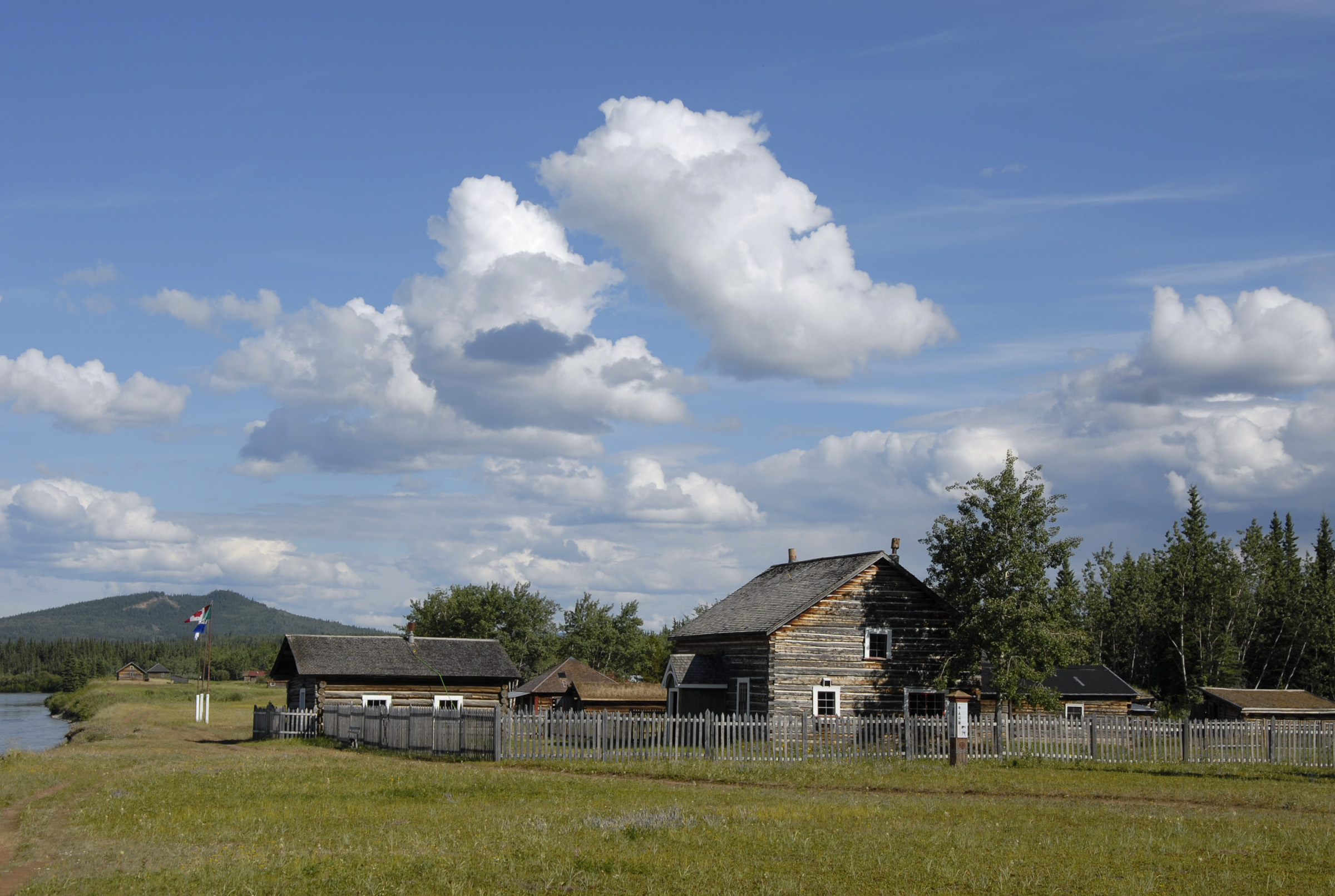
En av Hudson Bay-kompaniets handelsstationer i inlandet.

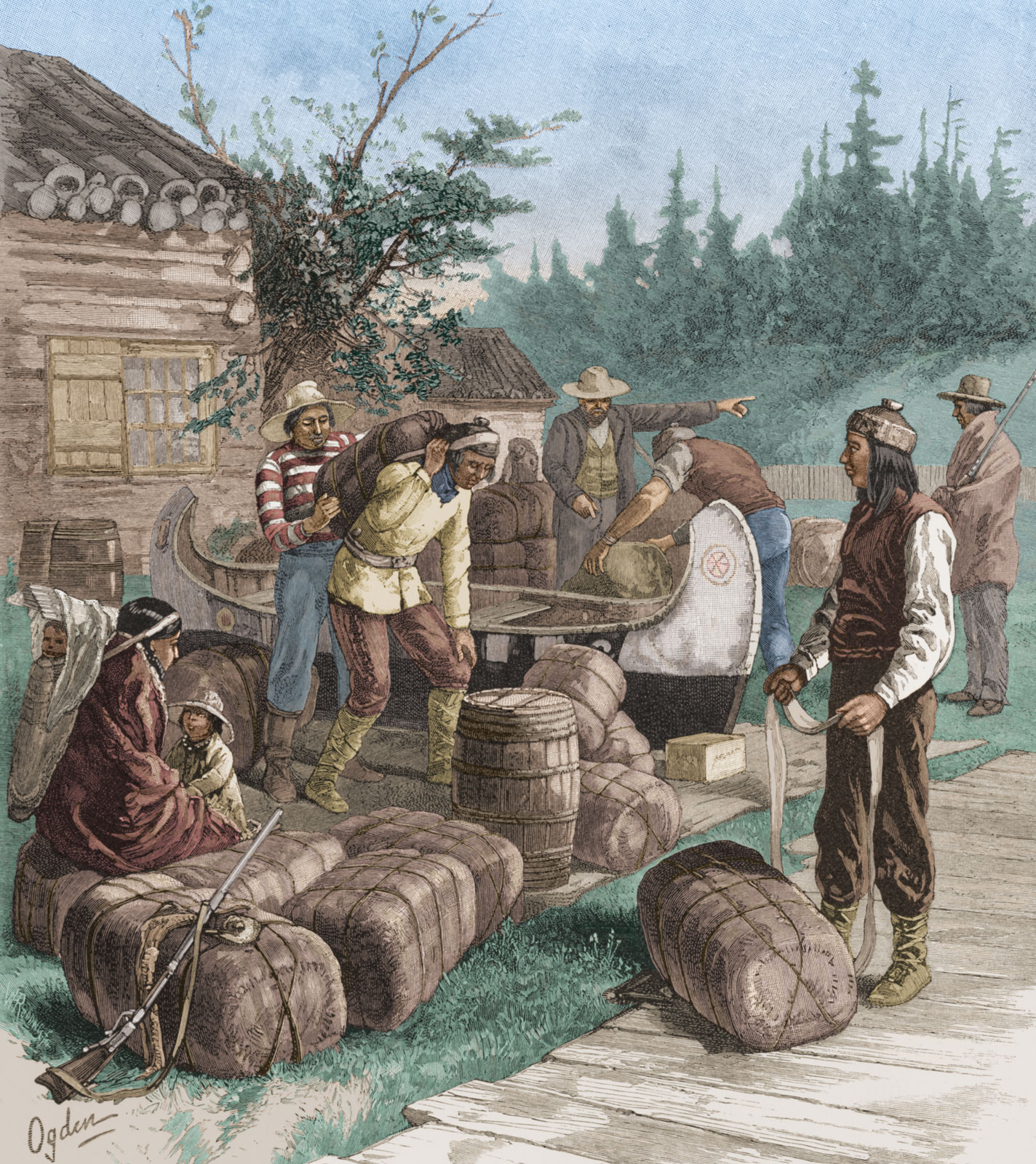
Indianer vid en av Hudson Bay-kompaniets handelsstationer på artonhundratalet.

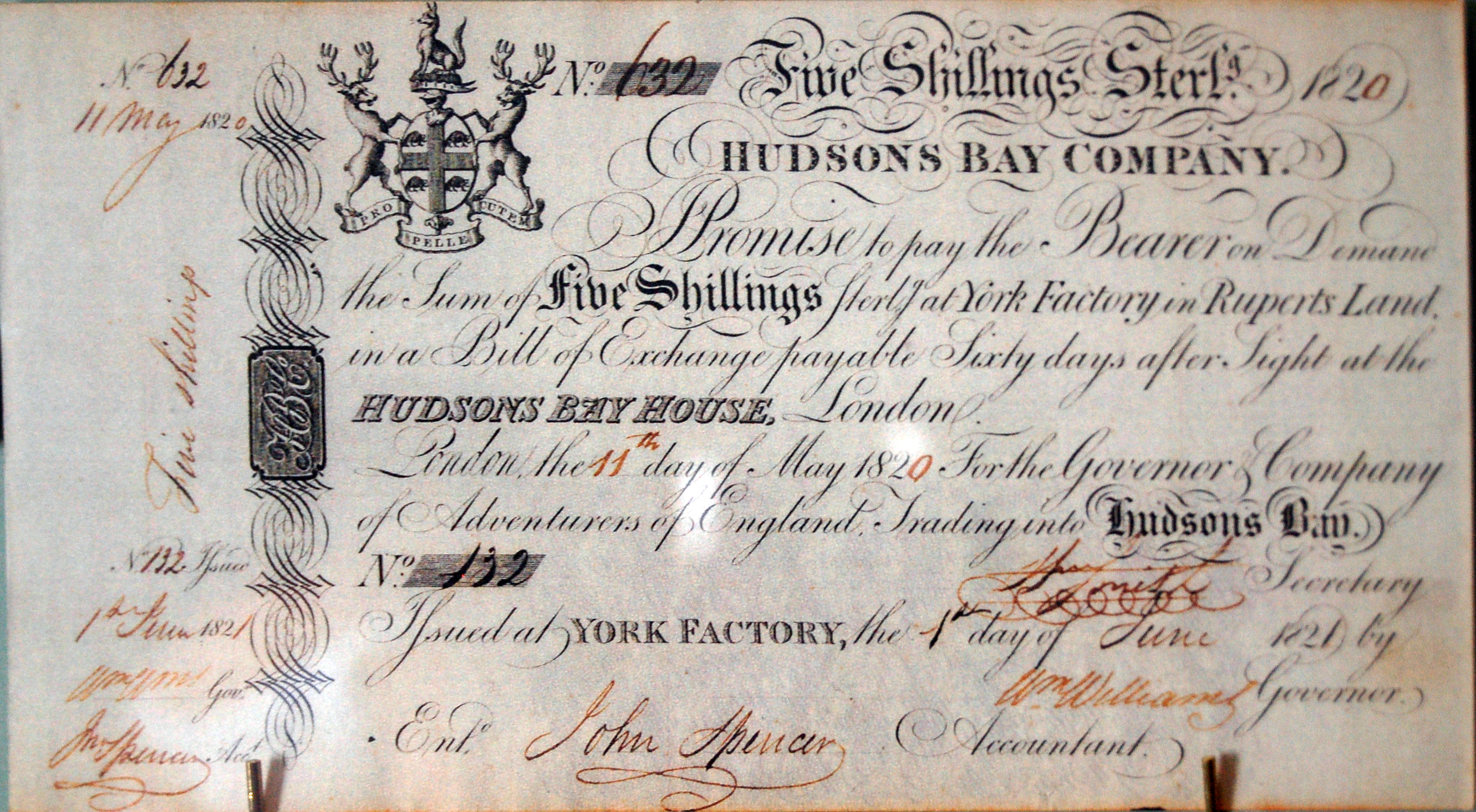
Sedel om fem shilling sterling utfärdad av Hudson Bay-kompaniet 1820.

### Handel

#### Handelns struktur
Hudson Bay-kompaniets oktroj gav det exklusiva handelsprivilegier i Ruperts land, ett gigantiskt område glest befolkat med jagande och fiskande nationer, framförallt creer, chipewyer och assiniboiner i inlandet och inuiter i de norra delarna av Hudson Bay. Hudson Bay-kompaniet anlade först två handelsfaktorier vid Hudson Bay, Fort Albany vid James Bay och York Factory vid den sydvästra delen av Hudson Bay. Senare anlades även Fort Churchill, Moose Factory och Eastmain (se kartan över Ruperts land). Fransmännen var redan etablerade vid Saint Lawrencefloden och därmed uppkom en intensiv konkurrens mellan England och Frankrike om pälsverken i det inre av nuvarande Kanada. Konkurrensen medförde att de europeiska pälshandlarna betalade bättre för de pälsverk de köpte från den inhemska befolkningen, men de högre inköpspriserna medförde inte en bättre tillgång på pälsdjur. Lokalbefolkningens efterfrågan på europeiska varor ökade heller inte när de fick bättre betalt, istället sålde de färre pälsverk och de inhemska mellanhänderna och fångstmännen avsatte mer tid för andra aktiviteter. För att öka pälsfångsten lockade både engelska och franska pälshandlare med njutningsmedel som tobak och alkohol.
Under det första århundradet av sin verksamhet förblev Hudson Bay-kompaniet vid sina vid kusten belägna handelsfaktorier och hade föga kännedom om inlandet. Faktoriernas närmaste omland kontrollerades av creer. Deras allierade assiniboinerna och ojibwa återfanns vid creernas södra och västra gränser. Creernas viktigaste rivaler, chipewyerna, bodde väst om Hudson Bay. Pälshandeln ledde till territoriella förskjutningar bland den inhemska befolkningen när grupper flyttade för att kunna fungera som mellanhänder eller för att finna bättre fångstmarker. De handelsvaror som efterfrågadesw var för det mesta ändamålsenliga; skjutvapen och ammunition, tyger, knivar, yxor, kokkärl, filar och filtar. I utbyte gav de bäver eller andra pälsverk. Tobak och alkohol var de viktigaste lyxvarorna. Tobakshandelns volym varierade inte, men handeln med alkohol steg kraftig under 1750-talet och återigen på 1770-talet när konkurrensen från först fransmännen och sedan från deras skotska efterföljare i Nordvästkompaniet var som starkast.

#### Handelns former
Handelsperioden började med islossningen i juni när de i inlandet boende indianerna anlände till handelsfaktorierna vid kusten. 
Trading Captains utnämndes eller erkändes av Hudson Bay-kompaniet som ledare för stora grupper av handlande indianer med syfte att uppmuntra dem att föra med sig fler indianer eller i varje fall fler pälsverk till handelsfaktorierna. Genom erkännande, gåvor och yttre materiella statusmanifestationer ville kompaniet etablera ett permanent lojalitetsförhållande så att pälsverken inte hamnade hos konkurrerande handelsnätverk. Kaptenen rekrytrerade sina följeslagare på sommaren eller hösten året före, samlade den under våren och ledde den till kusten i tid för islossningen. Vid handelsstationen manifesterades kaptenens ställning genom de gåvor han gav åt faktorn å sina följeslagares vägnar och de gåvor han fick personligen och för att förmedla till dem han ledde. Själva handeln ägde rum genom ett fönster in till faktoriets handelsrum och genomfördes under mycken diskussion om pälsverkens kvalitet och bytesvarornas mått. 
Hudson Bay-kompaniet etablerade Made Beaver som värdeenhet för den handel som bedrevs. Ett prima bäverskinn av god kvalitet värderades till en made beaver och priset på alla handelsvaror som såldes och alla skinn som köptes sattes av Hudson Bay-kompaniet i made beaver. Under 1800-talet utgav kompaniet polletter till ett värde av 1 made beaver och bråkdelar av en sådan.

### Personal

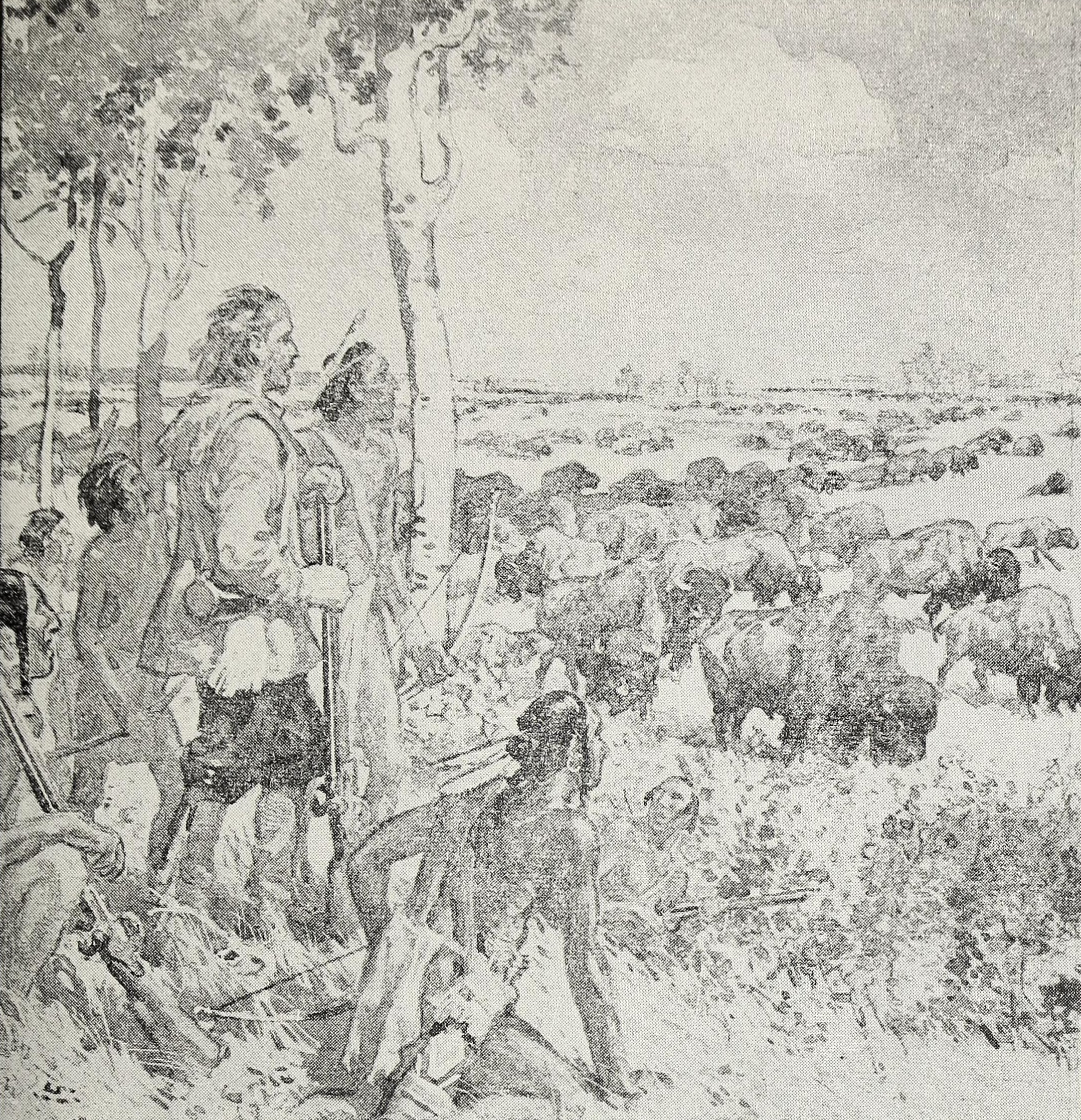
Henry Kelsey var den förste europé som norrifrån nådde prärien och fick kontakt med prärieindianerna. Han började som lärling hos Hudson Bay-kompaniet 1684 och tog avsked som chefsfaktor och guvernör 1722.

#### Personalstruktur
Under 230 år (1670–1900) verkade Hudson Bay-kompaniets personal inom en strikt avgränsad yrkeshierarki. I toppen fanns tjänstemännen (Officers): faktorichefer, handelsbokhållare, läkare; i botten arbetarna (Servants): hantverkare, båtmän och grovarbetare. I äldre tider och fram till sammanslagningen med Nordvästkompaniet var det inte sällsynt att arbetare som utmärkte sig i kompaniets tjänst befordrades till tjänstemän. Efter sammanslagningen blev den hierarkiska ordningen ännu mer tydliggjord och gränserna mellan tjänstemän och arbetare i det närmaste oöverstigliga. Den som anställdes som arbetare kunde ytterst sällan bli tjänsteman och de som hade anställts som tjänstemän blev nästan aldrig degraderade till arbetare. En av de viktigaste faktorerna vid urvalet för anställning var ursprunget. Tjänstemännen kom huvudsakligen från de skotska lågländerna och, till en mindre grad, från England. Arbetarna kom huvudsakligen från Orkney och (efter 1821) från det fransktalande Kanada.
Tjänstemännen hade större ansvar än arbetarna. De ansvarade för handelsfaktoriernas ledning, förde korrespondensen mellan faktorierna, skötte bokföringen, beställde handelsvaror och förnödenheter, värderade pälsverken, fungerade som arbetsledare och såg till att arbetarna utförde de arbeten de var ålagda. De åtnjöt stor prestige, hade många privilegier och hade stora inkomster från löner eller (efter 1821) från andelar i vinsten.
Arbetarna vid Hudson Bay-kompaniets handelsfaktorier och handelsstationer utförde tungt arbete i form av vedhuggning, transport av paket och brev mellan faktorierna, byggnadsunderhåll, bearbetning av skinn och hudar samt lastning och lossning av fartyg, men även arbeten som krävde hantverksskicklighet, som tunnbindning och reparation av vapen och verktyg. De fiskade och jagade även för att förse handelsstationerna med proviant. Bland de yrkesutbildade hantverkarna fanns skeppstimmermän, timmermän, tunnbindare, stenhuggare och smeder. De var vanligen anställda på kontrakt som löpte på tre eller fem år.

#### Hierarkisk ordning före 1821

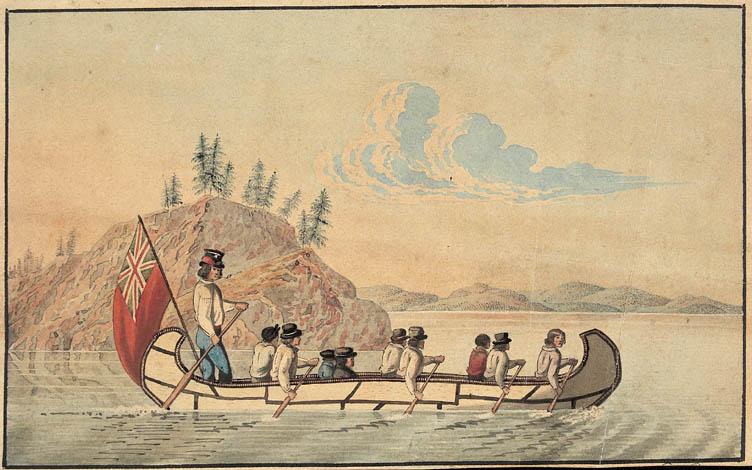
Hudson Bay-kompaniets högre tjänstemän paddlades av kurirkanotister på sina tjänsteresor.

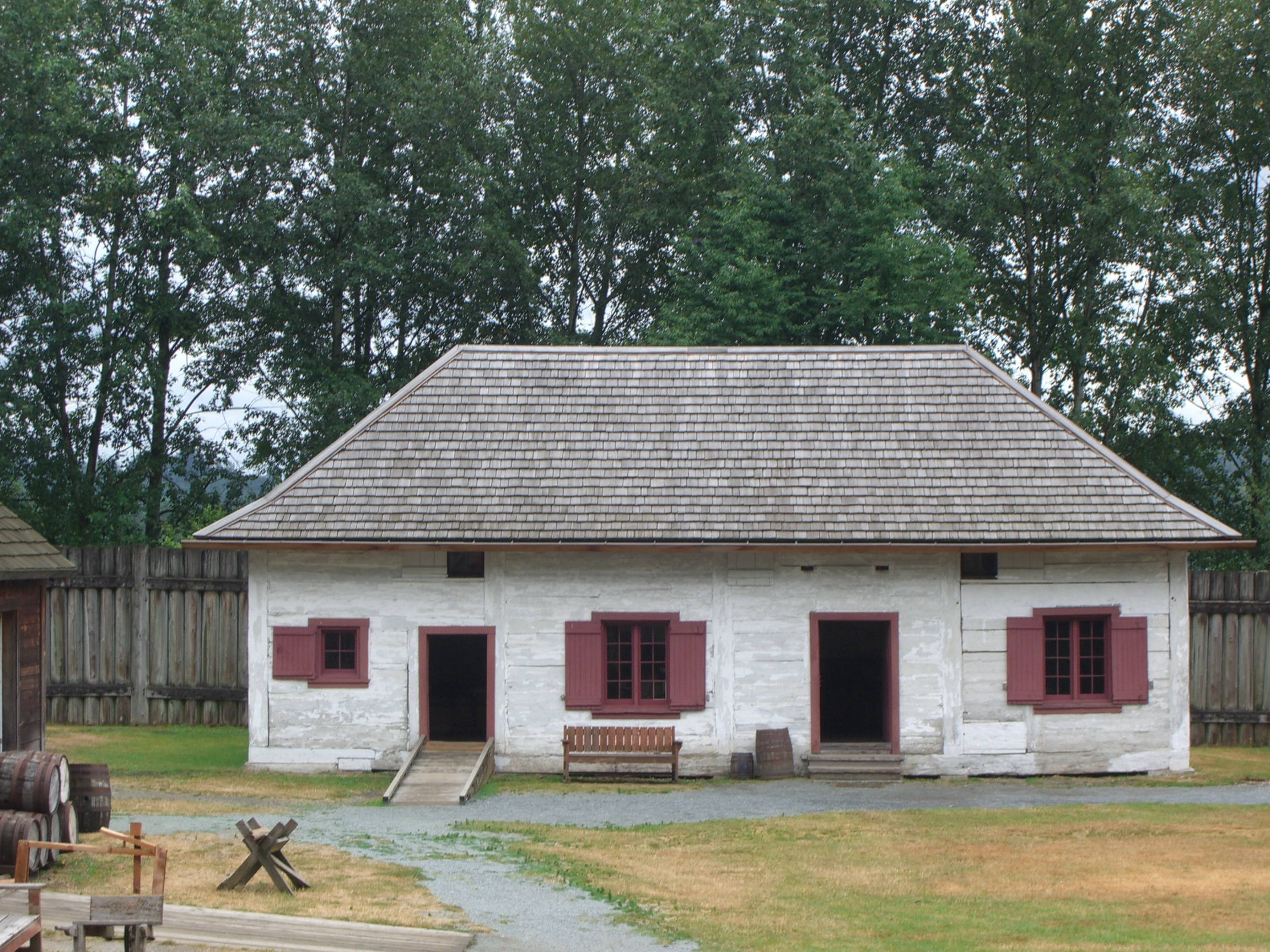
Handelsstation i British Columbia anlagd 1839.

| Nr | Titel               | Arbetsuppgifter                        |
| -- | ------------------- | -------------------------------------- |
|    | OFFICERS            | tjänstemän                             |
| 1  | Chief Factor        | chef för ett handelsfaktori            |
| 2  | Second              | biträdande chef för ett handelsfaktori |
| 3  | Master              | chef för en handelsstation i inlandet  |
| 4  | Sloopmaster Surgeon | slupskeppare fältskär                  |
| 5  | Writer              | skrivare                               |
| 6  | Apprentice          | lärling                                |
|    | SERVANTS            | arbetare                               |
| 1  | Tradesman Steersman | hantverkare kanotstyrman               |
| 2  | Canoeman Bowsman    | kurirkanotist förpaddlare              |
| 3  | Middleman           | mittpaddlare                           |
| 4  | Labourer            | grovarbetare                           |
|    | Källa:              |                                        |

#### Hierarkisk ordning 1821-1871
R. M. Ballantyne beskrev den hierarkiska ordningen i Hudson Bay-kompaniet som han upplevde den när han var handelslärling på 1840-talet. Först kommer arbetaren som kan göra vad som helst. Han är fångstman, fiskare eller timmerman. Han är vanligen sysselsatt med att hugga ved för vinterns behov eller skotta snö på vintern. På somrarna transporterar han pälsverk och varor mellan handelsstationerna och depån. Sen kommer tolken, en intelligent arbetare som tillägnat sig något av de lokala språken. Ovanför honom kommer handelsföreståndaren, vanligen en befordrad arbetare som är chef för en liten handelsstation. Sedan kommer handelslärlingen, en grön nybörjare direkt från skolan vilken "så snart som möjligt tillägnar sig landets alla dåliga vanor". Efter fem år, och sedan "han tillägnat sig mera vett", blir han befordrade till handelsbokhållare. Denne kan efter 13 till 20 års anställning bli chef för ett handelsfaktori med en andel av vinsten i lön och efter ytterligare några år få två andelar.

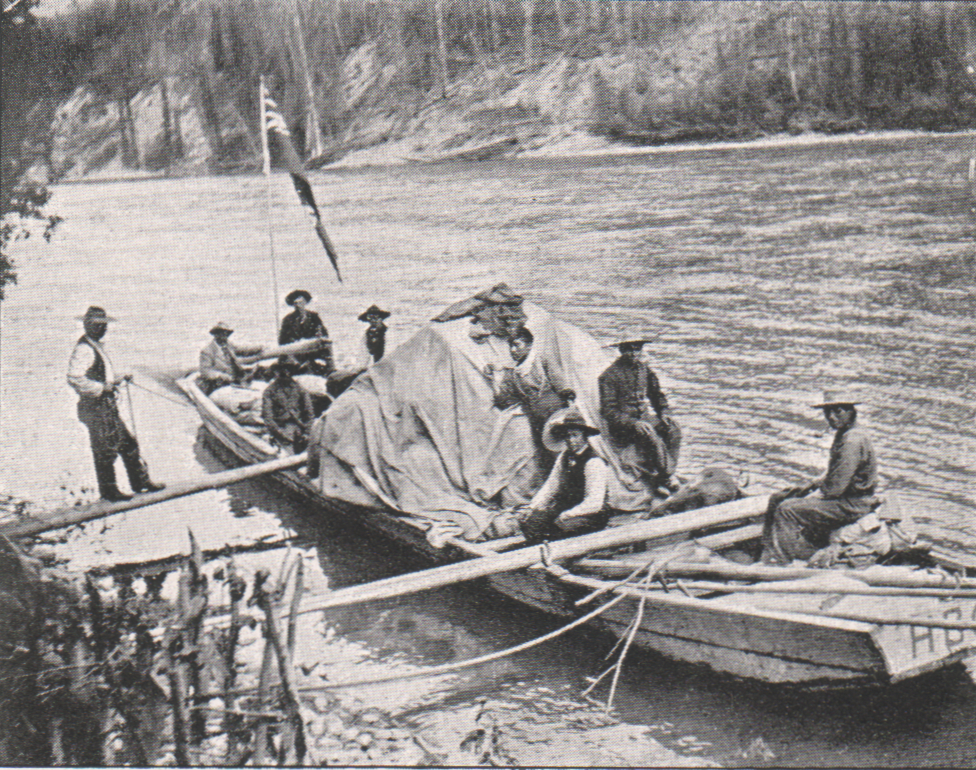
Båtmän tillhörde de som stod längst ned på Hudson Bay-kompaniets rangskala.

| Nr     | Titel                                                  | Tjänst                                                                  | Avlöning       |
| ------ | ------------------------------------------------------ | ----------------------------------------------------------------------- | -------------- |
|        | COMMISSIONED OFFICERS                                  | chefstjänstemän                                                         |                |
| 1      | Governor of Rupert's Land                              | Guvernören i Nordamerika                                                | prestationslön |
| 2      | Chief Factor                                           | Chef för ett handelsfaktori                                             | Två andelar    |
| 3      | Chief Trader                                           | Chef för ett handelsfaktori                                             | En andel       |
|        | GENTLEMEN                                              | tjänstemän                                                              |                |
| 4      | Clerk                                                  | Handelsbokhållare                                                       | £ 75-100       |
| 5      | Apprenticed Clerk                                      | Handelslärling                                                          | £ 25-27        |
|        | NON-GENTLEMEN                                          | arbetsledare                                                            |                |
| 6      | Postmaster                                             | Handelsföreståndare                                                     | £ 40-75        |
| 7      | Guide Interpreter Sloopmaster                          | Guide Tolk Slupskeppare                                                 | £ 30-45        |
| 8      | Apprentice postmaster                                  | Handelsstationslärling                                                  | ..             |
|        | SERVANTS                                               | arbetare                                                                |                |
| 9      | Tradesman Steersman Boatman Bowsman Middleman Labourer | Hantverkare Kanotstyrman Båtman Förpaddlare Mellanpaddlare Grovarbetare | £ 16-40        |
| Källa: | [ 16 ] [ 12 ]                                          |                                                                         |                |

#### Orkneybor

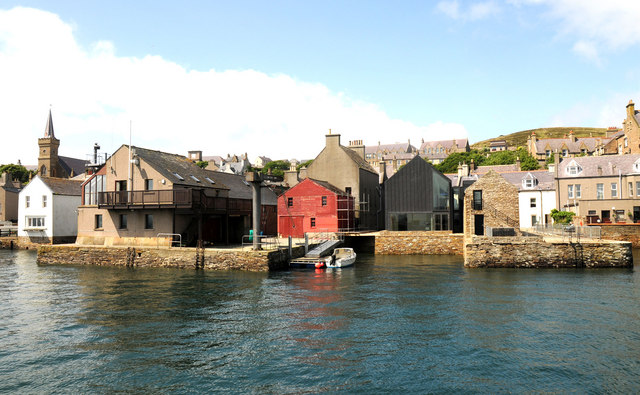
Hamnen i Stromness anlöptes av Hudson Bay-kompaniets fartyg 1670-1891.

Från första början anlöpte Hudson Bay-kompaniets fartyg Stromness på Orkneyöarna för att ilasta färskvatten och förnödenheter innan färden över Nordatlanten till Hudson Bay. Från omkring 1702 började kompaniet också rekrytera sin arbetarstam i denna stad. Vid slutet på 1700-talet kom 3/4 av dess arbetare i Kanada från Orkney. År 1799 hade Hudson Bay-kompaniet 530 personer anställda i Nordamerika; av dessa var 416 från Orkney. Från denna tid hade också kompaniet en lokal ombudsman i Stromness.
Arbetskraftsbristen i England gjorde att Hudson Bay-kompaniet började rekrytera på Orkney. Orkneyborna hade också egenskaper som var tilltalande för kompaniet. De var vana med ett bistert klimat och var goda sjömän och båtbyggare. Många hade tjänstgjort i Royal Navy eller arbetat i valfångsten vid Grönland eller i torskfisket vid Island. De hade även andra fördelar framför de londonbor som kompaniet först hade rekryterat sin arbetarstam från. Läskunnigheten var hög och orkneyborna var villiga att acceptera lägre löner och en lägre levnadsstandard än londonborna. De uppskattades också som skötsamma och nyktra.
För orkneyborna var Hudson Bay-kompaniet en attraktiv arbetsgivare. Minimilönen för en grovarbetare från Orkney var £6 per år samt mat, husrum och kläder. För hantverkare, som båtbyggare, från Orkney var lönen £20-30 per år samt fritt vivre. Mycket få var anställda längre än åtta år. De flesta var mycket sparsamma och lyckades ofta spara det mesta av lönen vilket gjorde att man kunde köpa en gård när man återvänt till hemorten.